# Kompresja dynamiki

Istota kompresji dynamiki – konwersja sygnału o szerszym zakresie poziomów napięć (60 dB) do sygnału o mniejszym zakresie poziomów napięć (30 dB)

Kompresja dynamiki – proces polegający na zmniejszeniu dynamiki sygnału. Polega na konwersji sygnału elektrycznego tak, by każdemu poziomowi sygnału z zakresu dynamiki sygnału wejściowego przyporządkować poziom sygnału z zakresu dynamiki sygnału wyjściowego (docelowego). Działaniem odwrotnym jest ekspansja dynamiki.

## Proces kompresji sygnału

### Kompresja analogowa
Proces kompresji analogowego sygnału elektrycznego polega na zastosowaniu układu elektronicznego realizującego względem sygnału następującą funkcję matematyczną:
{\displaystyle U_{wyj}=\operatorname {sgn} U_{wej}*{\frac {A*|U_{wej}|}{1+\log A}},}
dla
{\displaystyle 0\leqslant |U_{wej}|\leqslant {\frac {1}{A}}}
oraz
{\displaystyle U_{wyj}=\operatorname {sgn} U_{wej}*{\frac {1+\log(A*|U_{wej}|)}{1+\log A}},}
dla
{\displaystyle {\frac {1}{A}}\leqslant |U_{wej}|\leqslant 1.}
Tego rodzaju kompresja nazwana jest kompresją według krzywej typu A (ze względu na współczynnik A), a jej teoretyczne podstawy służą do kompresji sygnałów mowy w telekomunikacji (współczynnik A przyjmowany jest na poziomie A=87,6).
Istnieje również inny sposób przedstawienia zagadnienia kompresji dynamiki za pomocą wzoru:
{\displaystyle U_{wyj}={\frac {\log(1+\mu *U_{wej})}{\log(1+\mu )}},}
dla
{\displaystyle 0\leqslant U_{wej}\leqslant 1}
nazywany kompresją według krzywej typu μ (współczynnik μ przyjmowany jest w telekomunikacji na poziomie μ=255).

### Kompresja cyfrowa
Proces kompresji dynamiki sygnału analogowego zakodowanego cyfrowo polega na przekształceniu sygnału cyfrowego o większej liczbie stopni kwantowania na sygnał cyfrowy o mniejszej liczbie stopni kwantowania przy zastosowaniu algorytmu kompresowania dynamiki. Podstawy teoretyczne opierają się na ustaleniu większej liczby poziomów kodowania sygnału w zakresie niskich wartości sygnału i mniejszej liczby poziomów przy sygnale o wyższej wartości, a co za tym idzie na podziale na segmenty o większej lub mniejszej liczbie poziomów kwantyzacji. Przykładowy sposób kompresji dynamiki sygnału wymagającego zakodowania w 12 bitach na sygnał 8-bitowy przedstawia tabelka:
| Segment | Kod przed kompresją | Kod po kompresji |
| ------- | ------------------- | ---------------- |
| 7       | S1WXYZ000000        | S111WXYZ         |
| 6       | S01WXYZ00000        | S110WXYZ         |
| 5       | S001WXYZ0000        | S101WXYZ         |
| 4       | S0001WXYZ000        | S100WXYZ         |
| 3       | S00001WXYZ00        | S011WXYZ         |
| 2       | S000001WXYZ0        | S010WXYZ         |
| 1       | S0000001WXYZ        | S001WXYZ         |

Oznaczenia:

Przykładowa krzywa kompresji cyfrowej zgodna z algorytmem przedstawionym w tabelce

- S – bit określający znak +(1) lub – (0) zakodowanego sygnału,
- WXYZ – bity danych.

Ośmiobitowy kod wyjściowy ma postać:
- 1 bit (S) – znak sygnału,
- 3 bity – zakodowany numer segmentu 1-7,
- 4 bity (WXYZ) – bity danych (w zakresie segmentu).

Szczegółowe zalecenia w zakresie kompresji dynamiki sygnałów występujących w telekomunikacji określa rekomendacja G.711 wydana przez ITU-T.

## Przykład z samochodem
Kompresja ma sens tam, gdzie duża dynamika sygnału utrudniałaby odbiór, np. w samochodzie. Silnik samochodu jest stosunkowo głośny, co utrudnia ustalenie komfortowej głośności dźwięku. Gdyby muzyka miała dużą dynamikę (czyli była momentami bardzo głośna, a momentami bardzo cicha), to albo byłoby słychać jedynie głośne momenty a poza tym muzyka ginęłaby w huku silnika, albo byłaby słyszalna, ale wtedy głośne momenty byłyby za głośne. Kompresja dynamiki powoduje, że muzyka ma cały czas mniej więcej tę samą głośność i to umożliwia słuchanie jej w samochodzie. Nie tłumaczy to jednak dlaczego poddawane temu procesowi są praktycznie wszystkie dostępne obecnie w sklepach płyty muzyczne. Z nadużywaniem kompresji dynamiki wiąże się problem wojny głośności.
Kompresja dynamiki na płytach CD w powszechnym mniemaniu wynika z parametrów urządzeń domowego audio oraz z typowych warunków odsłuchowych. Wynika też niestety ze swoistej mody (rozwiniętej do przesady przez wytwórnie muzyczne i stacje radiowe) na coraz głośniejszą w odbiorze muzykę (im głośniej zagramy od konkurencji, tym lepiej). Argument, że większość sprzętu (wzmacniacze i głośniki) nie zapewnia dynamiki na poziomie płyty CD (ponad 96 dB) nie jest tu najważniejszy. Jeśli chodzi o warunki odsłuchowe to musimy wziąć pod uwagę, że większość użytkowników nie słucha muzyki z naturalnym poziomem głośności (lecz ciszej), a samemu dźwiękowi towarzyszą odgłosy otoczenia (np. pracująca pralka czy sokowirówka, przy których obsłudze słuchający postanowił włączyć muzykę). Brak kompresji uniemożliwiałby poprawny odbiór dźwięku w niesprzyjających warunkach lub na sprzęcie niższej jakości. Czyli mamy tu do czynienia z sytuacją, gdzie teoretyczne możliwości nośnika CD (dynamika) celowo nie zostają wykorzystane (obniżono walory jakościowe nagrań w celu dopasowania się do przeciętnych warunków odsłuchowych i sprzętu najniższej jakości, np. przenośnych radioodbiorników). Stacje radiowe skompresowaną muzykę z CD, jeszcze bardziej kompresują, aby dostosować się również do technicznych aspektów transmisji FM (im głośniejsza muzyka, tym mniej słyszalne zakłócenia).
Głównie to (oraz brak ostrego ograniczenia pasma przenoszenia częstotliwości od góry) powoduje, że płyty winylowe w porównaniu z CD brzmią bardziej naturalnie lub mówiąc wprost: lepiej.
Materiału muzycznego na płytę gramofonową, gdzie zapis i odczyt jest procesem czysto mechanicznym, nie można w dowolny sposób modyfikować elektronicznie, kompresować dynamiki (tak bardzo jak na CD), nagrania są więc bardziej naturalne w odsłuchu pod tym względem (muzyka z winyli nie męczy tak szybko słuchu jak z CD).

## Parametry kompresji
Istnieje wiele urządzeń i programów komputerowych umożliwiających kompresję na różne sposoby. Najczęstsze parametry kompresji, które można dostosować to:
- Threshold – próg głośności powyżej którego ograniczana jest dynamika dźwięku. Sygnał o mniejszej głośności jest pozostawiany bez zmian.
- Ratio – poziom kompresji, wyrażany stosunkiem n:1. Jeżeli sygnał wejściowy ma głośność o x decybeli wyższą od poziomu threshold, sygnał wyjściowy będzie miał głośność o x/n wyższą od threshold. Kompresory o ratio 10:1 lub większym nazywane są limiterami.
- Attack – minimalny czas trwania dźwięku powyżej poziomu threshold, który powoduje zadziałanie kompresji (stłumienie głośności).
- Release – czas po opadnięciu głośności poniżej poziomu threshold, po którym dźwięk przestaje być kompresowany[5].

## Typowe nieporozumienie
Kompresja dynamiki jest czymś zupełnie innym niż kompresja dźwięku (danych) taka jak np. mp3. Kompresja dynamiki odnosi się do dynamiki (miejsc cichych i głośnych) w sygnale, natomiast cyfrowa kompresja dźwięku (danych) jest bezstratną lub stratną kompresją zgodną z definicją kompresji danych.